# Mina Mobekk
Mina Mobekk, född 2004, är en norsk seglare.

## Karriär
Mobekk blev europamästare i klassen iQFOiL 2023, som hon även kommer att tävla i vid OS 2024.